# Rafael Fernandes
Rafael Fernandes là một đô thị thuộc bang Rio Grande do Norte, Brasil. Đô thị này có diện tích 78,23 km², dân số năm 2007 là 4923 người, mật độ 62,9 người/km².